# Sommerwege
Sommerwege ist ein deutscher Spielfilm der DEFA von Hans Lucke aus dem Jahr 1960, nach dem Hörspiel Der Auftrag von Bernhard Seeger aus dem Jahr 1958. Der Film wurde direkt nach seiner Fertigstellung verboten und zählt somit zu den frühen Kellerfilmen der DDR. Erst 2014 kam eine durch die DEFA-Stiftung rekonstruierte Fassung des Films zur Uraufführung.

## Handlung
Ernst Wollni ist Parteisekretär in einem großen Stahlwerk. Im Spätsommer des Jahres 1958 erhält er den Auftrag, in dem brandenburgischen Dorf Schwarzwalde den Aufbau der LPG zu unterstützen. Hier wird er bereits von einem Freund aus den vergangenen Jahren erwartet, bei dem er auch wohnen kann. Gemeinsam mit Fritz Grimmberger ist er im Zweiten Weltkrieg zur Roten Armee desertiert, wobei Fritz dem auf der Flucht angeschossenen Ernst das Leben rettete. Grimmberger war in Schwarzwalde auf dem Gut als Knecht beschäftigt. Nach dem Krieg bekam er durch die Bodenreform sein eigenes Stück Land zur Bewirtschaftung. Hier brachte er es bis zum Meisterbauern, wollte nun aber auf keinen Fall den Acker wieder abgeben.
Seine Tochter Helga möchte gern studieren und später eine große Geflügelfarm leiten, während der Vater sie lieber auf dem Hof behalten möchte. Auch die Liebe zu dem Traktoristen Anton verbietet er ihr, denn dieser arbeitet in der MTS, welche ihm keine Maschinen für die Feldarbeit zur Verfügung stellen will, da er sich weigert, in die LPG einzutreten. Grimmberger kauft sich von dem Geld, was er eigentlich für seine Tochter vorgesehen hatte, eine tragende Stute, um die Arbeit auf dem Feld besser schaffen zu können. Hierbei wird er von dem Großbauern Geiser betrogen, denn die Stute ist krank und stirbt gleich nach der vorzeitigen Geburt des Fohlens, welches auch nicht überlebt.
Bei den andern Bauern des Dorfes fallen die Ideen Wollnis auf fruchtbaren Boden. Der Bauer Kleinmann baut mit den Kindern des Dorfes ein Modell des Ortes, wie er einmal aussehen soll. Zwar ist der Pfarrer nicht begeistert, dass einige Häuser die Höhe des Kirchturms übertreffen sollen, aber das interessiert nicht weiter. Wollni und Grimmberger entzweien sich aber immer mehr und als dieser auch noch seine Tochter geschlagen hat, zieht Ernst aus. Auch Helga zieht zu Hause aus und bekommt den erwünschten Studienplatz in der Stadt. Natürlich wird sie ihren geliebten Anton heiraten. Nun erkennt auch Fritz Grimmberger die Aussichtslosigkeit seines Alleingangs und versöhnt sich mit Ernst Wollni. Gemeinsam gehen die beiden zu den anderen Dorfbewohnern zum Feiern auf das Erntefest.

## Produktion
Nach der Fertigstellung des in Schwarz-Weiß gedrehten Films 1960 bescheinigte ihm die Abnahmekommission „gravierende künstlerische Schwächen, die sein gesellschaftliches Anliegen“ beschädigten. Sommerwege gäbe „keine Antwort auf die heutigen Fragen“. Das Regiedebüt des Schauspielers Hans Lucke wurde am 2. September 1960 nicht zur Aufführung freigegeben, das Material im Staatlichen Filmarchiv der DDR eingelagert.
Erst lange nach der Wende rekonstruierte die DEFA-Stiftung den Film, der als ein sozialistischer Heimatfilm bezeichnet werden könnte, in Zusammenarbeit mit dem Filmarchiv des Bundesarchivs. Grundlage der aufwendigen Rekonstruktion war der komplett vorliegende Mischton, an den die im Negativ vorhandenen Einzeleinstellungen angepasst wurden.
Die Uraufführung von Sommerwege fand am 27. Oktober 2014 auf Initiative und in Zusammenarbeit mit der DEFA-Stiftung im Kino des Deutschen Historischen Museums im Berliner Zeughaus statt.

## Kritik
Slatan Dudow meinte 1961 im Neuen Deutschland in einem Diskussionsbeitrag: „Es bleibt (auch) unbegreiflich, warum wir (danach noch) den Film ‚Sommerwege‘ drehten, mit dem wir auch den letzten gutwilligen Zuschauer durch Langeweile aus dem Kino getrieben hätten.“
Im Kulturkalender der Berliner Zeitung schreibt Ralf Schenk zur Uraufführung 2014, dass der Film kein Meisterwerk der DEFA, aber als Zeitdokument aussagekräftig ist.